# Маєток Толстих (Онуфріївка)
Маєток Толстих — історичний комплекс, розташований на берегах річки Омельночок в Онуфріївці Кіровоградської області, до якого належать кілька споруд, які мають статус пам'яток архітектури, та дендропарк — пам'ятка садово-паркового мистецтва загальнодержавного значення. Комплекс належить до визначних туристичних об'єктів Кіровоградщини.

## Історія
У 70-их роках XVIII століття Михайло Іванович Комбурлей придбав у колишнього очільника Нової Сербії Івана Самійловича Хорвата 13 тисяч десятин землі на території сучасного Онуфріївського району, де на початку XIX століття в місці злиття Омельничка й Омельника засновує садибу та парк.
Після смерті Михайла Комбурлея в 1821 році його землі, в тому числі села Онуфріївка, Камбурліївка, Лозова, Іванівка та Омельник, успадкувала його дочка Катерина — дружина Михайла Дмитровича Толстого. Таким чином, їхнім власником стає представник однієї з гілок графів Толстих.
Родина Толстих продовжила роботи з розбудови комплексу. На початку 20-х років XIX століття саме граф Михайло Толстой заклав так звану «Стару частину» Онуфріївського парку. Керували роботами німецькі та чеські садівники. Тоді була висаджена значна частина дерев, закладено каскад ставків. Сам граф узимку жив у Одесі, а весну й літо проводив у Онуфріївському маєтку.
Після смерті графа Михайла Дмитровича справою розбудови маєтку зайнявся його син — Михайло Михайлович Толстой (старший).
У 80-х роках XIX століття завершилося формування садибного комплексу й почав створюватися «Новий парк», який за своїми планувально-архітектурними особливостями можна віднести до яскравих зразків англійських парків ландшафтного типу. Був завершений каскад штучних озер, насипаний острів, висаджені більше двохсот видів дерев, у тому числі рідкісних і екзотичних, саджанці яких везли з усього світу. До 1917 року парк займав 150 десятин землі.
Були зведені основні будівлі садиби та службові споруди. Граф Толстой щорічно приїздив з Одеси в Онуфріївку на все літо.
На той час до складу садово-архітектурного комплексу входили графський будинок, літня їдальня, стайні, склад з підвалом-льодником, кілька штучних ставків у місці злиття річок Омельник та Сухий Омельнічок, у тому числі два великих ставки — «Нижній», обсаджений вербами, з насипним островом, двома водоспадами, ажурними місточками, та будиночком для лебедів, і так званий «Селянський» ставок з піщаним дном, у якому дозволялося купатися і напувати худобу селянам. Були також на території парку сіножаті, фруктовий сад, оранжерея й теплиця, де вирощували тропічні культури й квіти.
Останній власник маєтку з родини Толстих — Михайло Михайлович (молодший), який прославився як громадський діяч та щедрий меценат, — після Жовтневого перевороту втратив усі свої маєтки й змушений був емігрувати до Франції, а згодом — до Швейцарії. Після Жовтневого перевороту згоріла головна будівля маєтку. Деякі споруди були знищені в наступні роки й у часи Німецько-радянської війни. Тоді ж було вирубано багато дерев у парку.
29 січня 1960 року Онуфріївський дендропарк отримав статус пам'ятки садово-паркового мистецтва загальнодержавного значення. Однак, на жаль, це не зберегло його від руйнувань. Дуже постраждали за останнє століття й вцілілі споруди комплексу, незважаючи на те, що їм було надано статус пам'яток архітектури місцевого значення.

## Сучасність
Станом на 2020 рік із будівель комплексу вціліла тільки «Біля їдальня» (біля центрального входу), «Будинок управителя», руїни ще кількох споруд, брама та мури. Вони потребують негайного ремонту та реставрації. Так, наприклад, приміщення їдальні та льодника стоять порожніми й поступово руйнуються.
Потребує догляду й сам парк, площа якого в часи Толстих складала понад 150 гектарів, зараз же — всього 63 (офіційно його межі так і не встановлено). У старому парку й досі ростуть місцеві й екзотичні дерева, висаджені двісті років тому, але якщо раніше деревостан парку складали близько 200 видів дерев та чагарників, то зараз — значно менше. У ставках темно-зелена вода, бо у 60-ті роки минулого століття при виконання іригаційних робіт були допущені помилки. Греблі та водоспади, побудовані двісті років тому, розвалюються. Так званий «Новий парк» заріс чагарниками.
У 2013 році за комплексом доглядали лише двоє працівників.
На початку 2010-х років депутат обласної ради виявив бажання взяти в оренду парк та залучити до нього туристів зі всієї України, але дозволу не отримав.

## Пам'ятки маєтку
Об'єкти маєтку, занесені до Переліку пам'яток містобудування, архітектури місцевого значення в Кіровоградській області:
- Біла їдальня графа Толстого (107-Кв)
- Будинок управителя (404/1-Кв)
- Колишня кузня (404/2-Кв)
- Колишній льодник (404/3-Кв)
- Каретний сарай (404/4-Кв)

Онуфріївський парк — парк-пам'ятка садово-паркового мистецтва загальнодержавного значення.

## Галерея

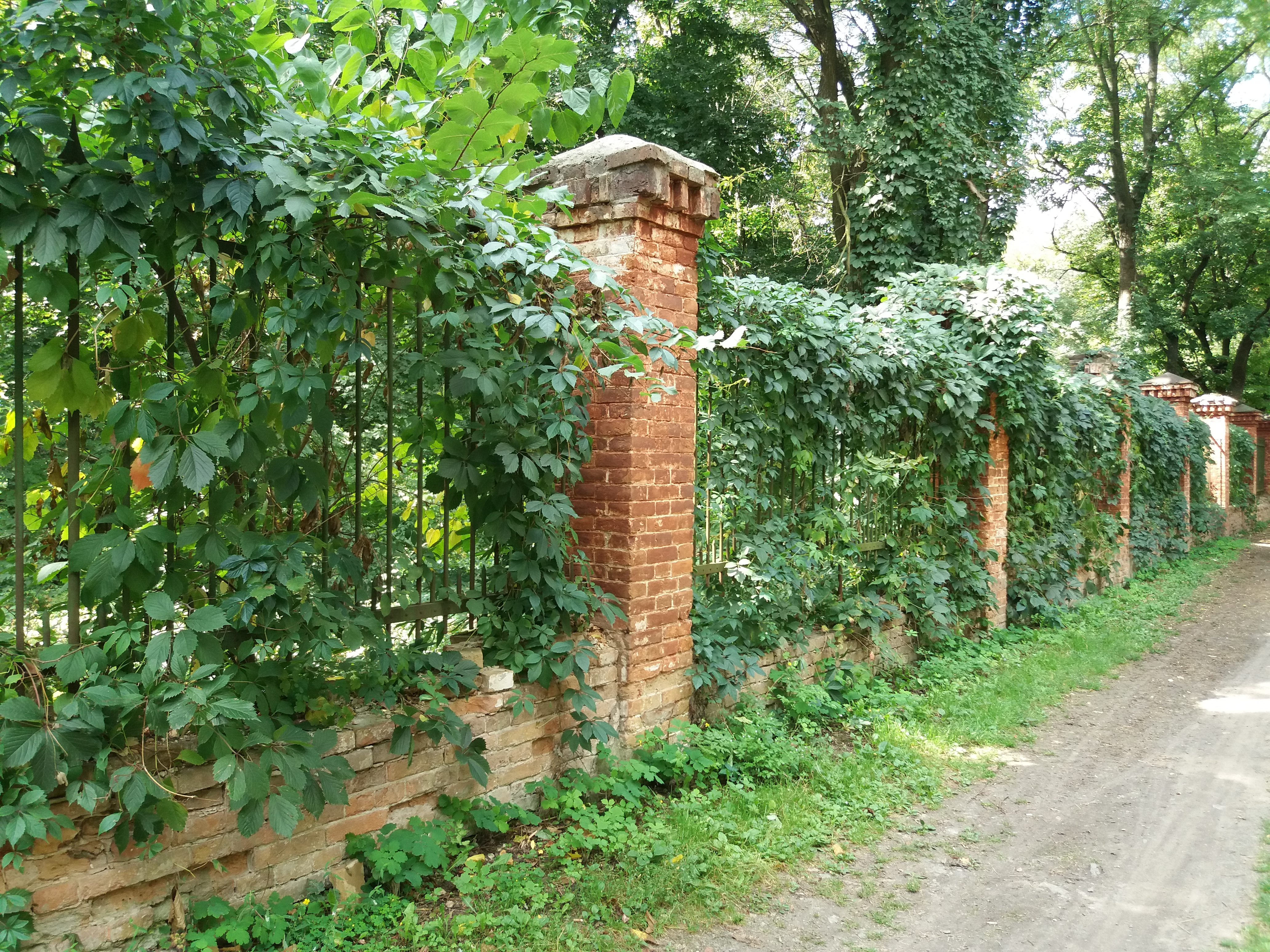
Огорожа парку (серпень 2019)
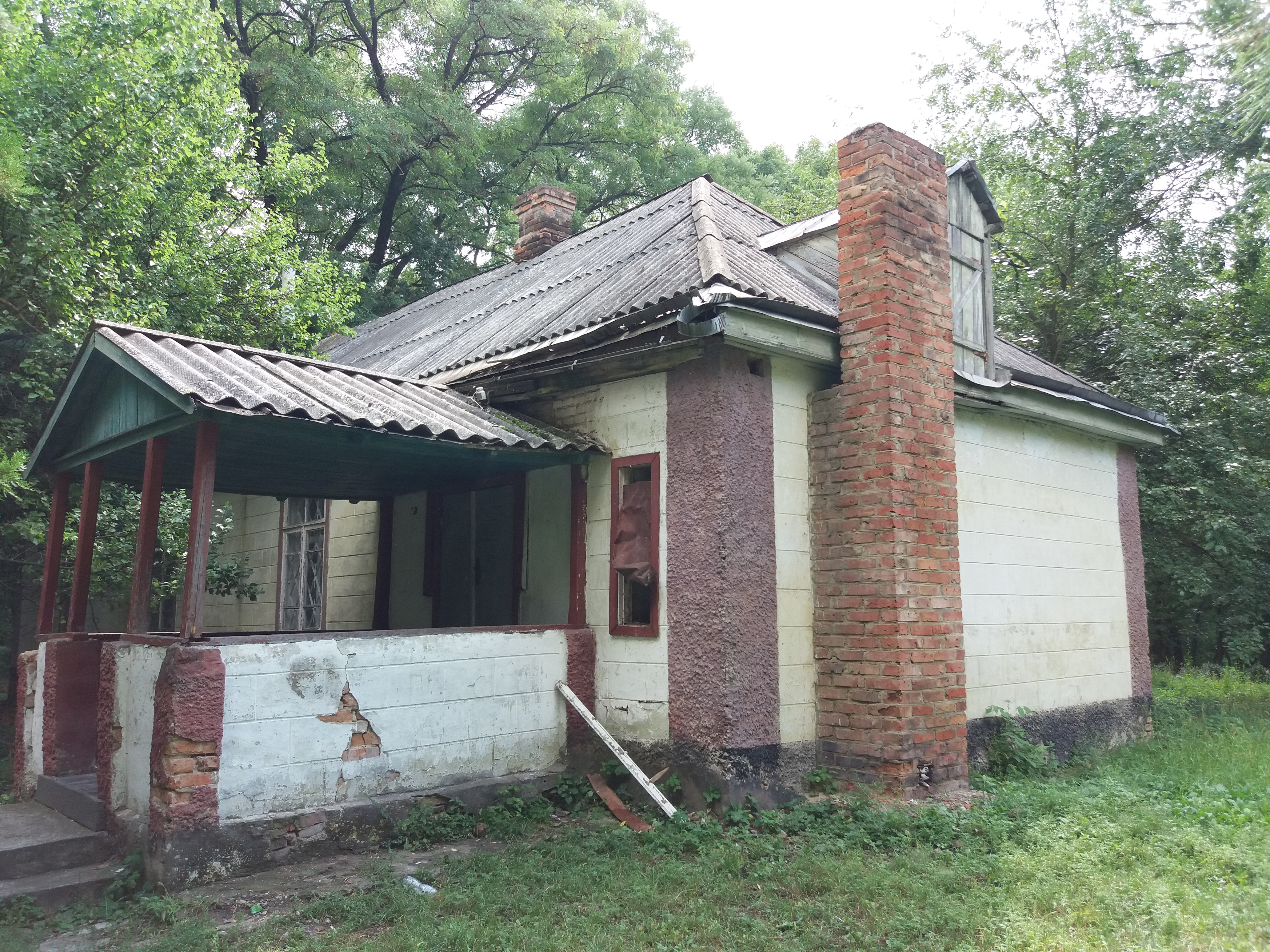
Колишній готель, побудований після II Світової війни (не пам'ятка культурної спадщини, дисонуюча забудова) (серпень 2019)
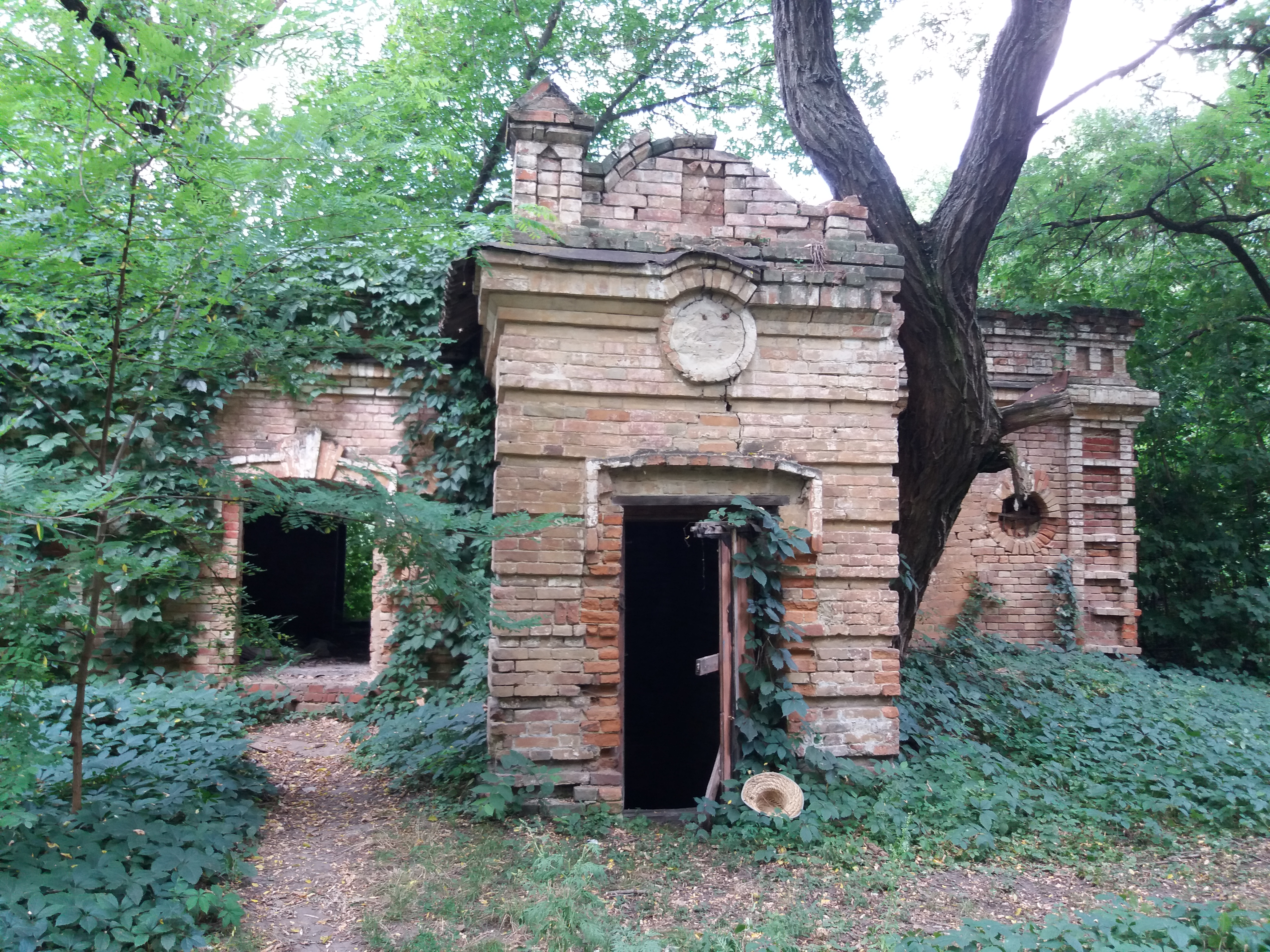
Льодник (серпень 2019)
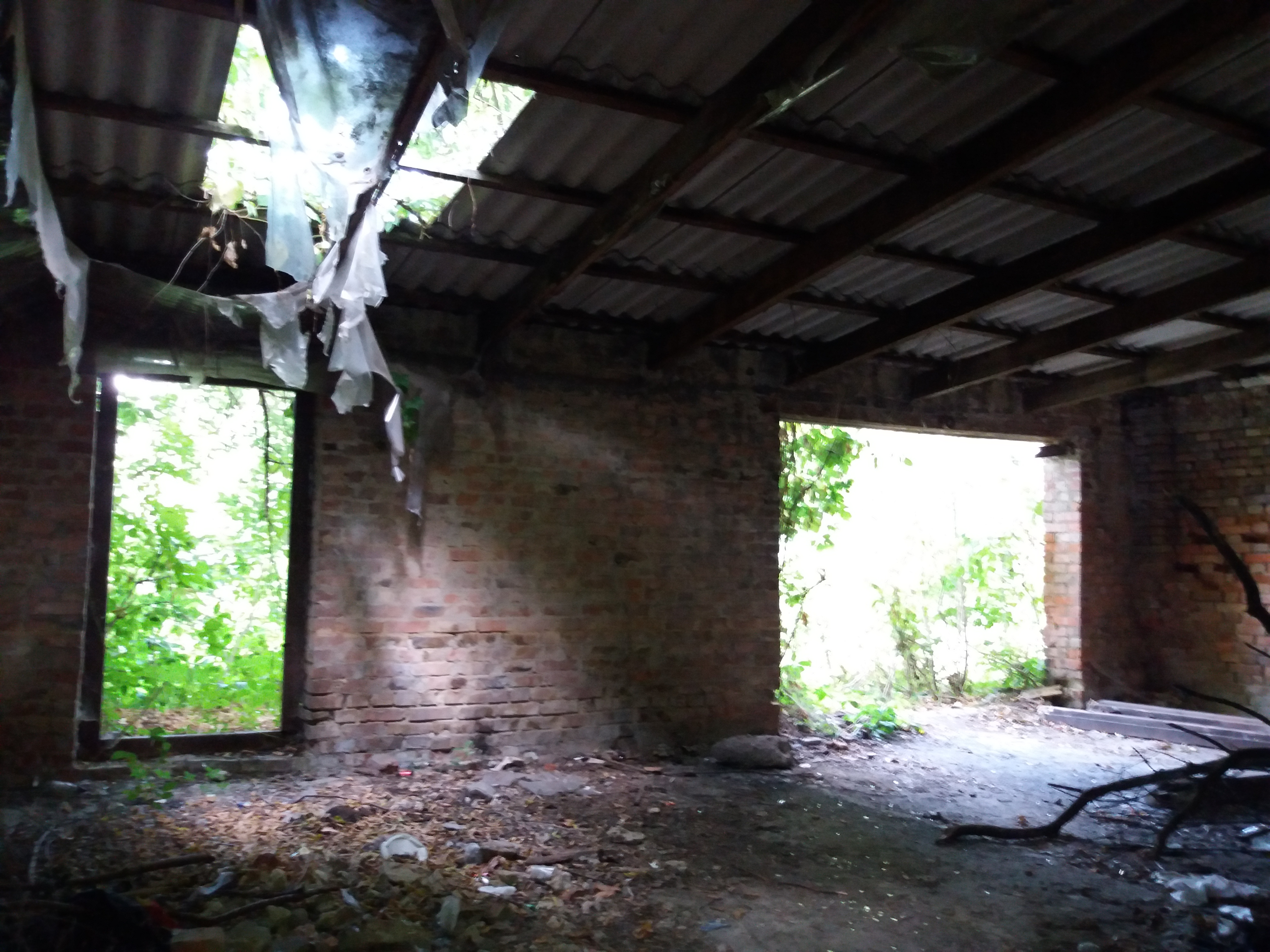
Льодник (серпень 2019)
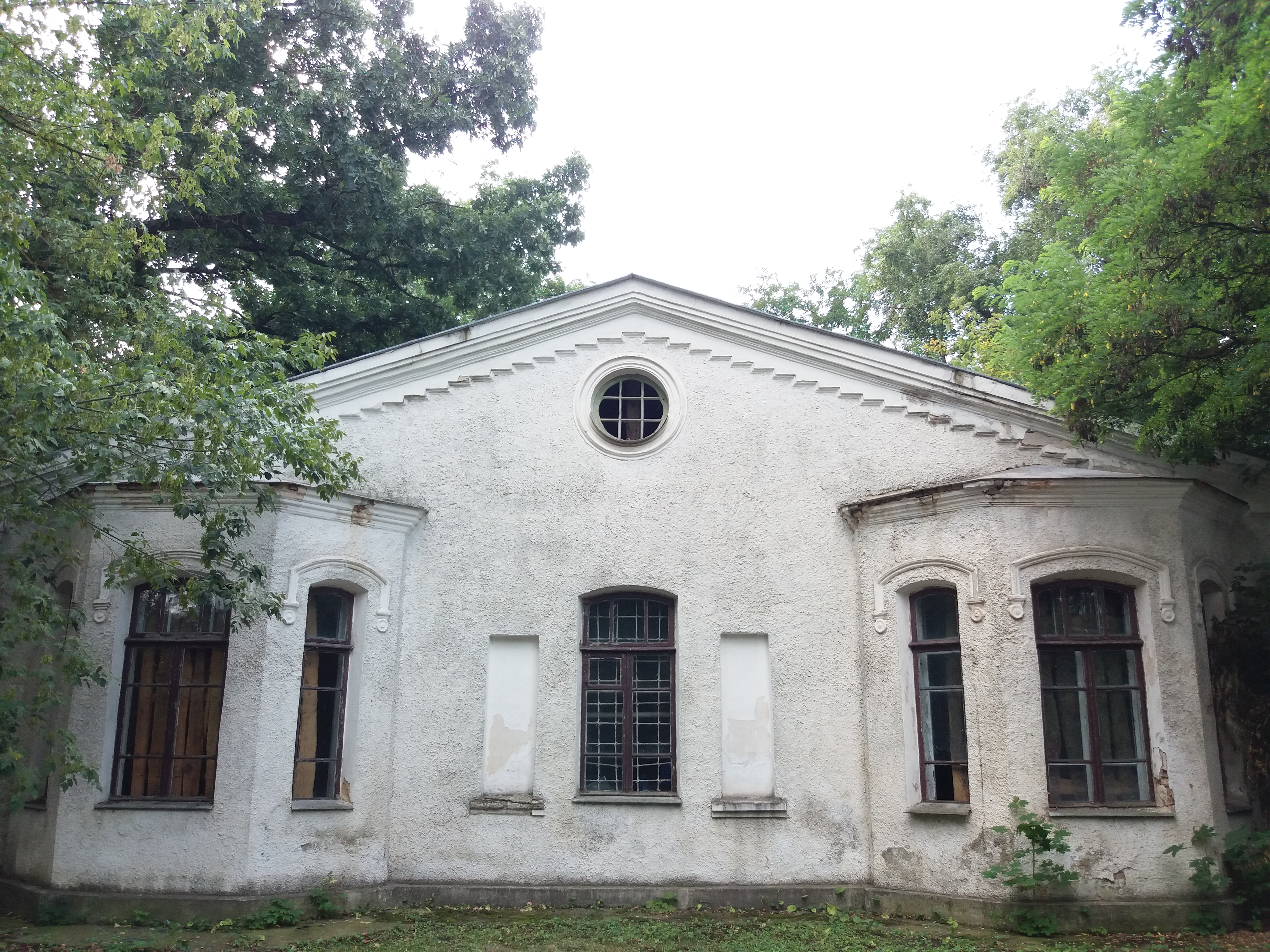
Біла їдальня (серпень 2019)
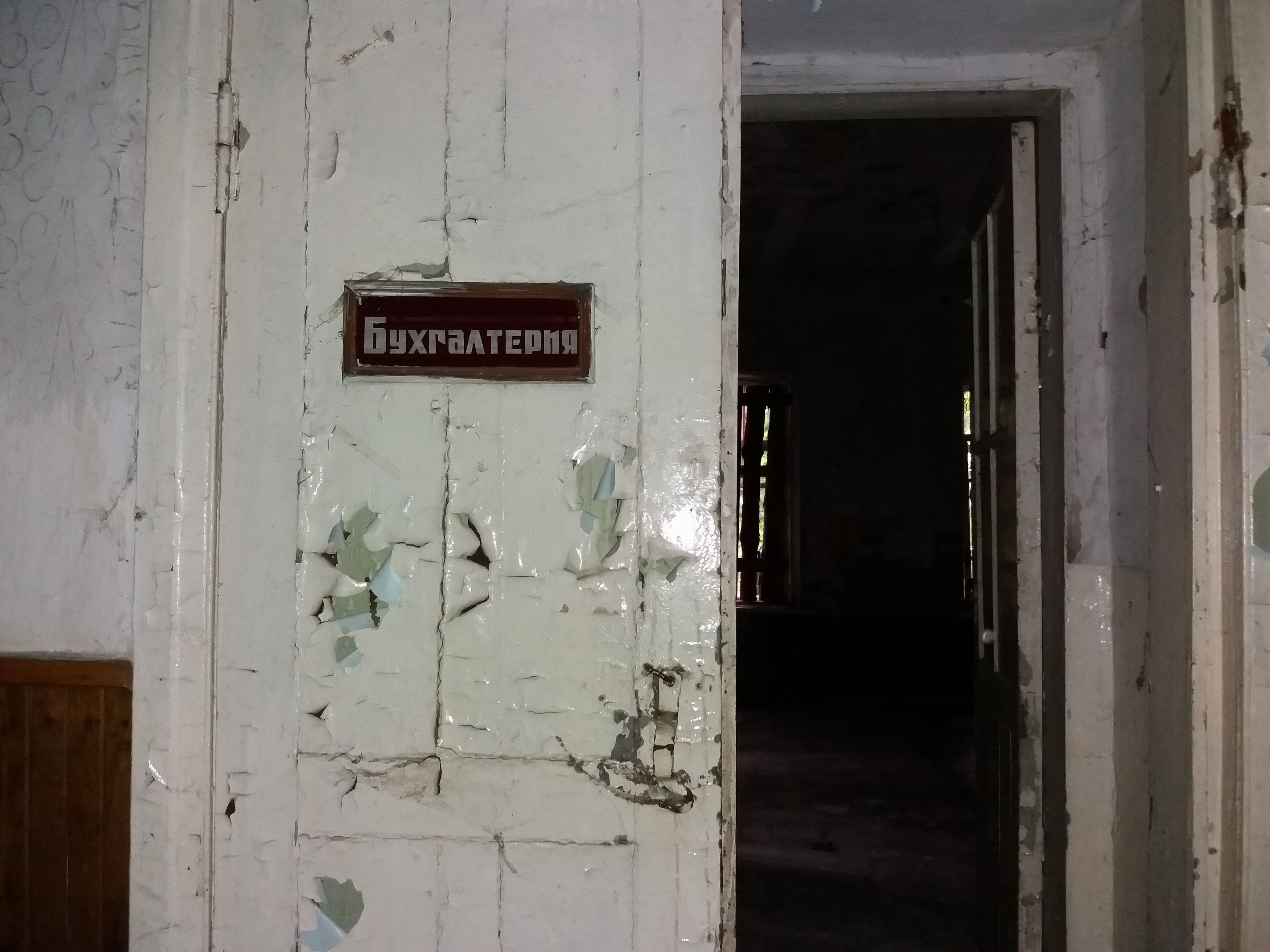
Біла їдальня (серпень 2019)
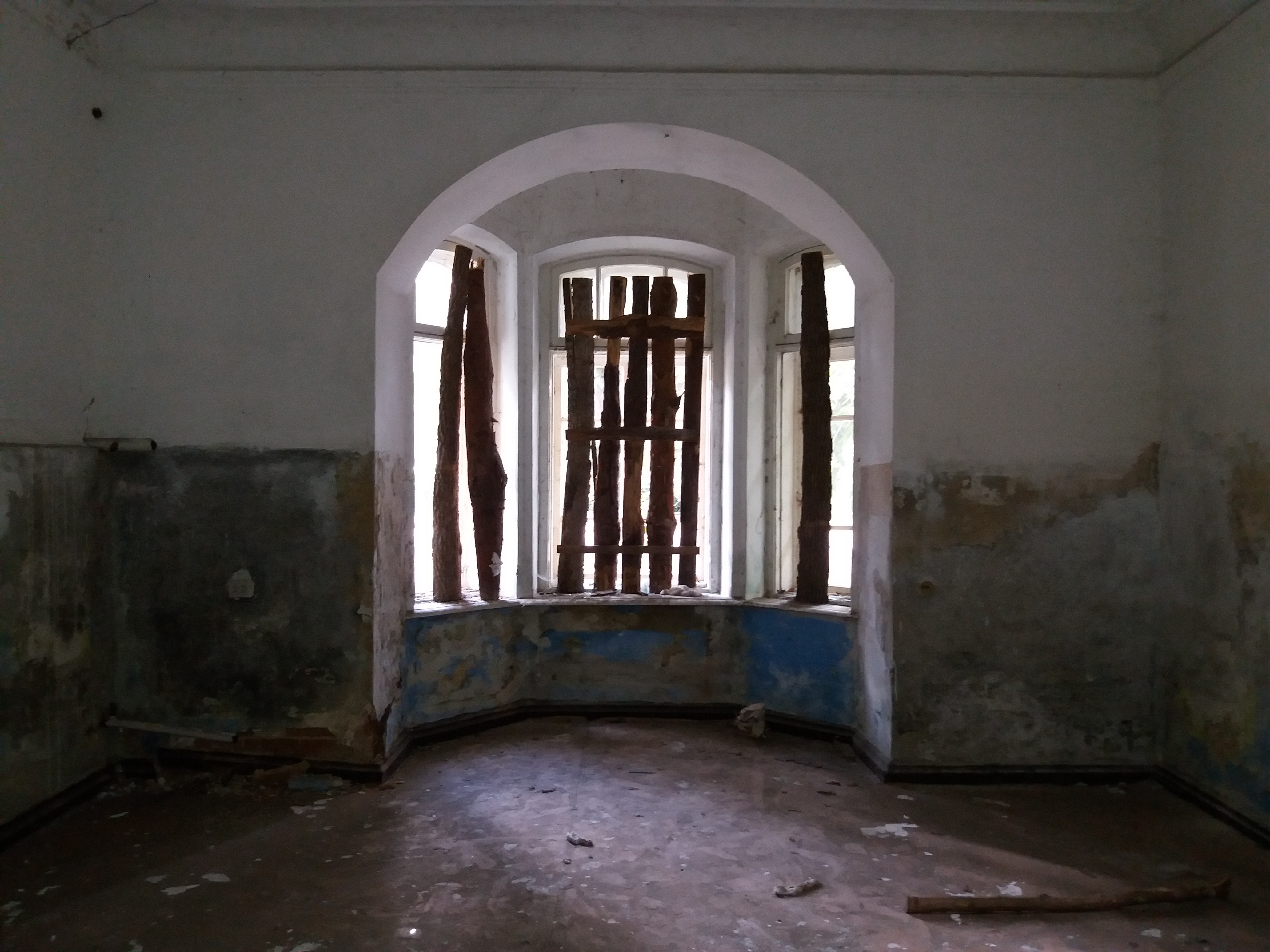
Біла їдальня (серпень 2019)